# ابتزفورد (ویسکانسین)
ابتزفورد، ویسکانسین (به انگلیسی: Abbotsford) شهری در شهرستان کلارک ماراتون ایالت ویسکانسین است که در سال ۱۹۶۵ بنیان‌گذاری شده‌است. این شهر طبق سرشماری سال ۲۰۱۰ میلادی ۲٬۳۱۰ نفر جمعیت داشته‌است.

## نگارخانه

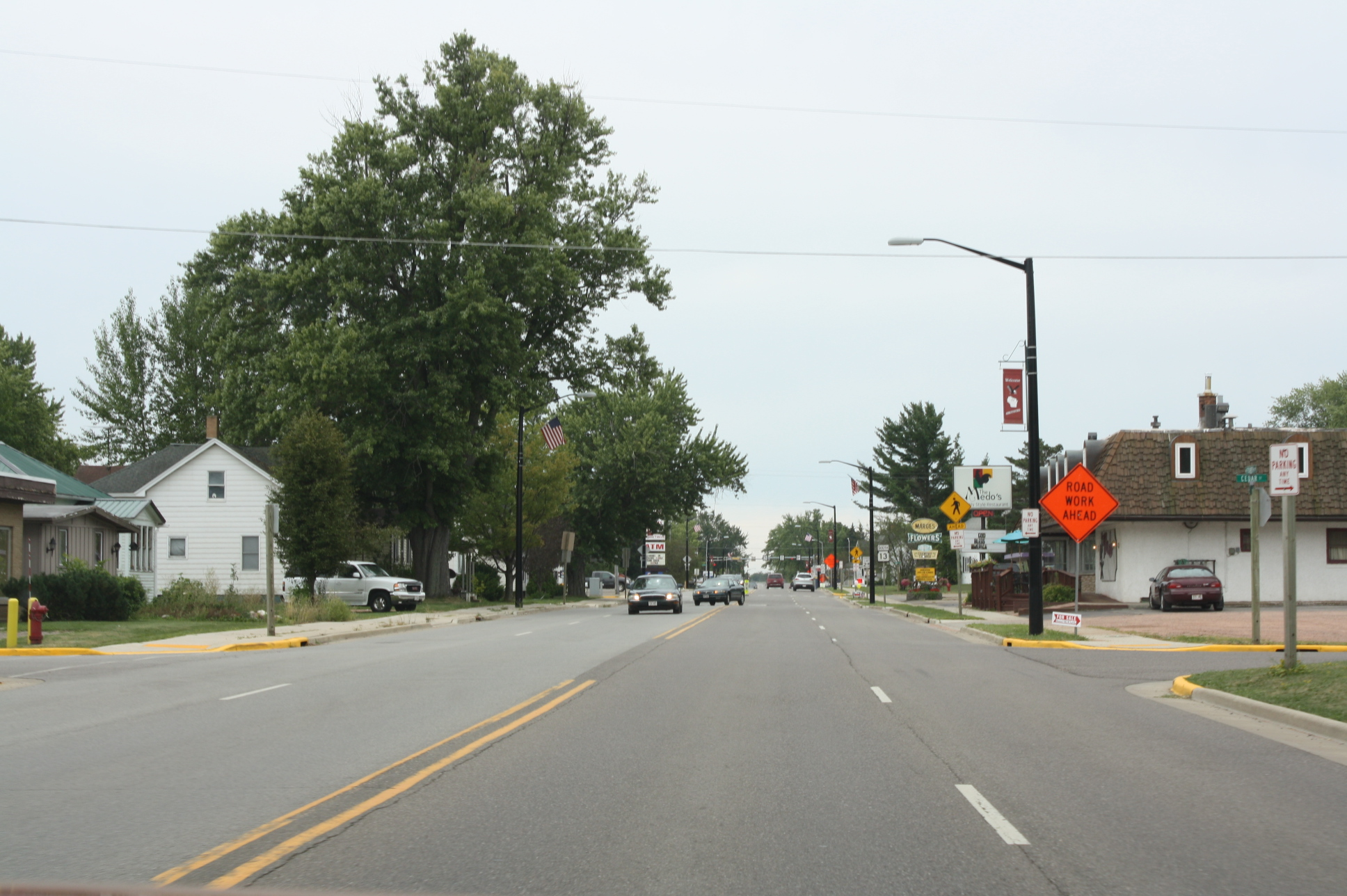
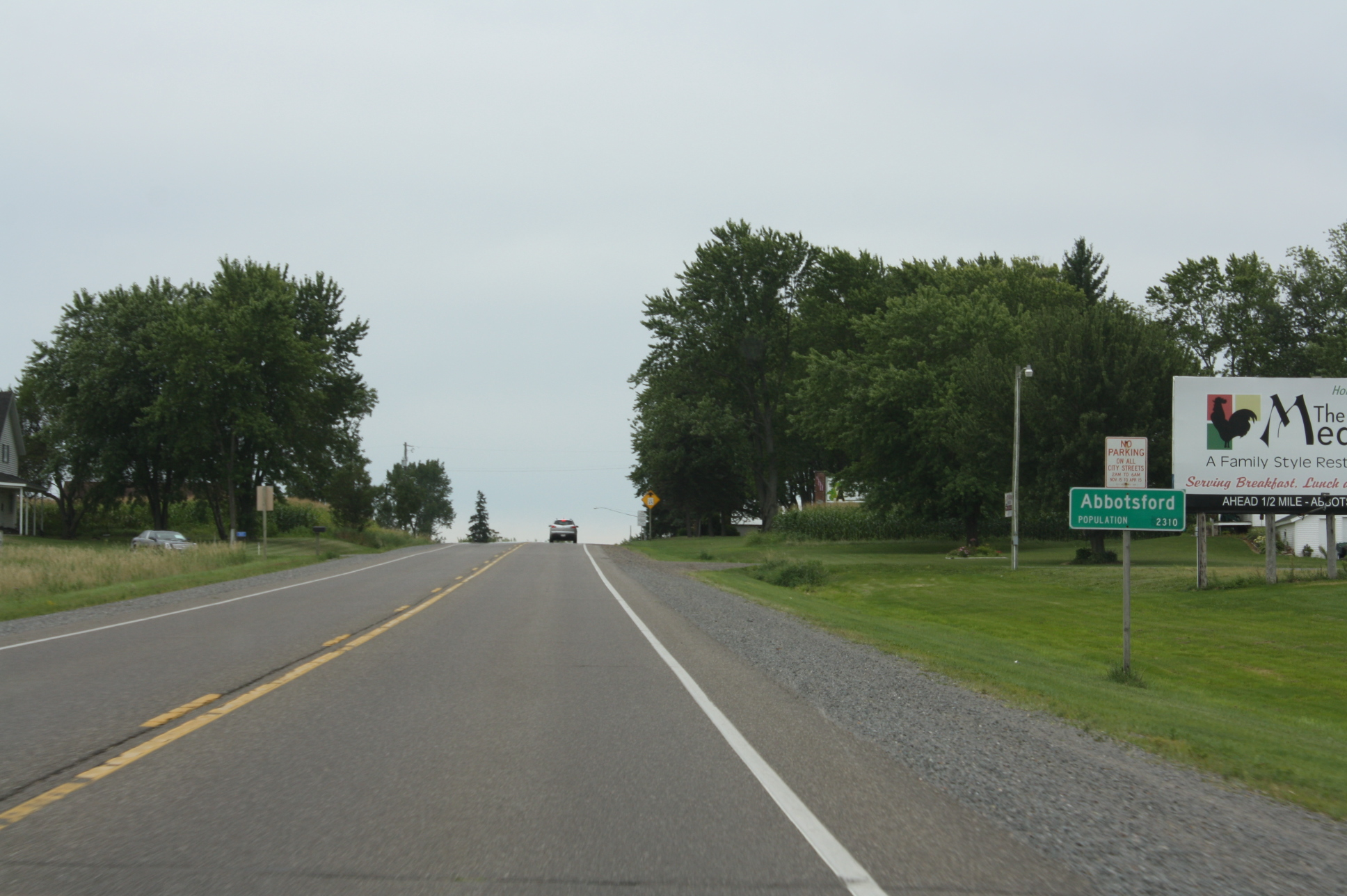
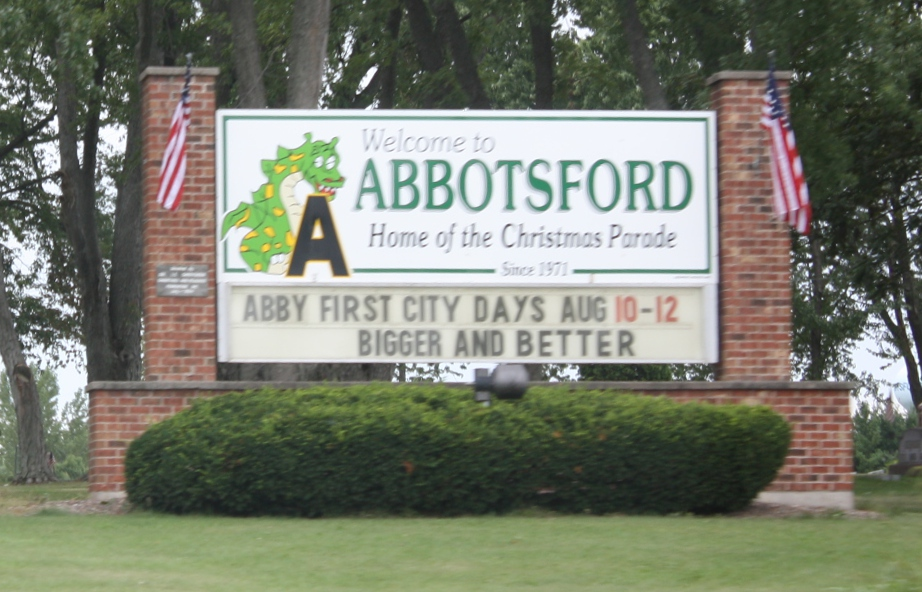